# Carlo Citerni
Carlo Citerni (Scarlino, 3 agosto 1873 – Roma, 1º agosto 1918) è stato un generale ed esploratore italiano, insignito della Medaglia d'oro da parte della Società geografica italiana per le sue attività esplorative in Africa orientale.

## Biografia
Nacque a Scarlino da nobile famiglia, il 3 agosto 1873, figlio di Teodorigo e Caterina Fontani. Rimasto orfano di padre all'età di 14 anni, la madre lo affidò allo zio paterno il capitano Pio Citerni, militare di carriera, che gli fece frequentare la Regia Accademia Militare di Fanteria e Cavalleria di Modena. Lo zio era sposato con Celestina, sorella dell'ufficiale ed esploratore Vittorio Bottego. Uscito dall'accademia con il grado di sottotenente, assegnato al 47º Reggimento fanteria. Tra il 1895 ed il 1897 prese parte alla seconda spedizione intrapresa da Bottego, ed organizzata dalla Società geografica italiana, con il ruolo di fotografo e con l'incarico di tenere il diario storico. La spedizione salpò da Napoli il 3 luglio, raggiungendo Massaua, nella Somalia italiana, il giorno 14 dello stesso mese. Il viaggio iniziò il 4 settembre, e gli esploratori raggiunsero Brava il 1º ottobre e Lugh il 14 novembre. Da qui iniziò la penetrazione nell'interno, dapprima lungo il corso del Ganana, poi lungo il Daua, seguendo la carovaniera che da Lugh portava alla regione dei laghi equatoriali, toccando Neboi, Malcà-Dacà, Bua-Herera e Jabicio. Lasciato il corso del Daua l'8 febbraio, alla fine del mese visitarono i Boràn, e nei primi giorni del mese di aprile gli Amara. L'8 dello stesso mese resero omaggio alla tomba di Eugenio Ruspoli, situata nel territorio di Burgi.
Ai primi di maggio raggiunsero il lago Ciamò, nell'Etiopia meridionale, e pochi giorni dopo scoprirono un lago molto più grande che fu ribattezzato Lago Regina Margherita. Superate le montagne del Goge, la spedizione raggiunse le rive del fiume Omo il 29 giugno, arrivando sul lago Rodolfo il 30 agosto, scoprendo che tale lago non aveva emissari e quindi il corso dell'Omo lì terminava. Proseguendo ad ovest, verso il confine con il Sudan, alla ricerca delle sorgenti di un affluente di destra del Nilo, il Sobat, gli esploratori furono bloccati dalle autorità etiopiche su ordine del Negus Menelik II.  Bottego cercò di aprirsi la strada con la forza, raggiungendo l'isolato colle di Daga-Roba, sito nei pressi di Gidami, dove il 17 marzo 1897 fu attaccato da un gruppo di armati. Bottego rimase ucciso, mentre Citerni e Lamberto Vannutelli caddero prigionieri. Anche un altro membro della spedizione, il dottor Maurizio Sacchi che aveva lasciato il gruppo principale, in quanto incaricato da Bottego di scortare fino alla costa un ingente carico di avorio e le raccolte naturalistiche della spedizione, era stato attaccato e ucciso da alcuni predoni amara il 7 febbraio 1897, sulle rive del lago Regina Margherita.
I superstiti furono rilasciati il 6 giugno per l'intervento del maggiore Cesare Nerazzini, plenipotenziario italiano alla corte di Menelik, raggiungendo Addis Abeba il 22 giugno, e poi rientrarono in Italia, arrivando a Napoli il 7 agosto. Nei successivi anni Citerni svolse numerosi incarichi in ambito coloniale italiano.
Tra il 1902 e il 1903 partecipò poi, su ordine del governo, come ufficiale di collegamento alla spedizione inglese contro il Mullah Mohammed Abdullah Hassan. Divenuto addetto all'Ufficio coloniale del Ministero degli Affari Esteri, nel 1910 fu a capo della commissione governativa incaricata di definire i confini italo-abissini dalla parte della Somalia. La spedizione partì da Napoli il 2 settembre dello stesso anno, e una volta sbarcata a Gibuti (19 settembre) proseguì in ferrovia per Dire Daua (10 novembre). La missione iniziò il 22 dicembre, ed attraversato l'Auàsc, si diresse verso l'Uebi Scebeli che fu raggiunto il 14 gennaio 1911, dopo aver superato la catena montuosa alta oltre 3.000 metri, che separa il bacino dell'Auàsc da quello dell'Uebi Scebeli. Attraversati i monti che dividono questi ultimi da quelli del Ganale, dal 17 al 29 gennaio la spedizione sostò a Gobà, luogo di residenza del deggiac Nado, dove si congiunse con la controparte abissina per svolgere insieme il lavoro di rilevamento topografico.
Le operazioni geodetiche ufficiali iniziarono il 15 marzo a Dolo, ma furono ritardate fino all'inizio del mese di agosto, a causa delle sterili ed interminabili discussioni dovute alle difficoltà di applicare sul terreno le clausole della convenzione firmata dai due governi il 16 maggio 1908. Lasciato il Ganale, vennero raggiunti dapprima i pozzi di Goriale e poi Yet. Il 16 ottobre la spedizione ripartì verso Oriente, raggiungendo Ato, dove trovò l'ordine emesso dai due governi di interrompere il lavoro, a causa della scarsa sicurezza della regione circostante l'Uebi Scebeli, in seguito alle ripetute rivolte delle popolazioni locali nei confronti delle truppe abissine. La spedizione puntò quindi su Baidoa, per arrivare al mare dopo essere passata dai villaggi di Amalcà e Rova, nel territorio del Rahanuin, e quello di Egherta. Arrivati a Brava il 26 novembre, i membri della spedizione si imbarcarono il 4 dicembre, arrivando a Napoli il 2 gennaio 1912.
Ritornò in Eritrea nel 1914 per assumere il comando del VII Battaglione eritreo, e lì lo colse lo scoppio della prima guerra mondiale. Rientrato in Italia nel corso del 1916, con il grado di tenente colonnello assunse il comando del 79º Reggimento fanteria della Brigata "Roma" operante in Val Posina. Promosso colonnello,  fu nominato comandante del 61º Reggimento fanteria che combatteva in Macedonia contro le truppe austro-ungariche. Ammalatosi di un tumore alla bocca fu promosso generale di brigata e riportato in Italia per essere operato. Una volta subito l'intervento chirurgico contrasse una polmonite che gli fu fatale, e si spense a Roma il 1º agosto 1918.
Venne iniziato in Massoneria il 16 dicembre 1897 nella Loggia Universo di Roma, appartenente al Grande Oriente d'Italia, alla sua morte la sua Loggia gli tributò solenni funerali massonici.

## Riconoscimenti
Una specie di geco africano, Hemidactylus citernii, è nominata in suo onore.

## Pubblicazioni
- L'Omo. Viaggio d'esplorazione nell'Africa orientale, Ulrico Hoepli, Milano 1899.
- Ai confini meridionali dell'Etiopia. Note di un viaggio attraverso l'Etiopia ed i paesi Galla e Somali, Ulrico Hoepli,  Milano 1913.
- Come si viaggia in Africa, Ufficio di Studi Coloniali del Ministero delle Colonie, Roma 1913.[N 5]
- Relazione preliminare sui risultati geografici della seconda spedizione condotta dal capitano V. Bottego nell'Africa Orientale, con Lamberto Vannutelli, in Bollettino della Società geografica italiana, XXXIV (1897), pp. 320–330.
- La seconda spedizione Bottego nell'Africa orientale, in Memorie della Società geografica italiana, VIII (1898), pp. 199–223.

### Annotazioni
1. ↑  Scarlino è un comune italiano, sito in provincia di Grosseto.
2. ↑  Vannutelli, sottotenente di vascello della Regia Marina, era stato aggregato alla spedizione con il compito di effettuare i rilievi astronomici e topografici al fine di determinare l'itinerario.
3. ↑  M. Sacchi, assistente del Regio Ufficio centrale di meteorologia e geodinamica, aveva l'incarico delle osservazioni scientifiche in genere, e in particolare di quelle meteorologiche.
4. ↑  Durante la sosta necessaria per compiere i rilievi in quella zona, si recò fino a Lugh, dove fu ospitato dai funzionari ed ufficiali di quel presidio.
5. ↑  Tale volume fu inserito nella collana di "Manuali coloniali" pubblicata a cura della Direzione centrale degli Affari coloniali - Ufficio studi coloniali - del ministero delle Coloni.

### Periodici
- Manlio Bonati, Carlo Citerni: in missione con Vittorio Bottego, in Archeologia viva, n. 194, Firenze, Giunti Editore, gennaio-febbraio 2016,  p. 2.
- Fabrizio Pompily, Carlo Citerni vita di un italiano, in Il Reduce d’Africa, n. 1-2, Firenze, A.N.R.R.A, marzo-aprile 2019,  pp. 12-13.